# Sandleford
Sandleford var en civil parish från 1858 till 1934 då den blev en del av Greenham och Newbury, i grevskapet Berkshire, i England. Civil parish var belägen 14 km från Hungerford och hade 30 invånare år 1931.